# Benzoilurea
Los benzoilureas son compuestos químicos con fórmula C8H8N2O2. Son más conocidos por su uso como insecticidas o acaricidas
. Inhiben la síntesis de quitina en el cuerpo del insecto después de que el producto químico se haya comido, actuando como reguladores del crecimiento de insectos.
Hay varios compuestos en esta categoría de químicos, entre ellos: flucycloxuron, flufenoxuron, hexaflumuron, lufenuron, novaluron,
noviflumuron, teflubenzuron, triflumuron, diflubenzuron, y chlorfluazuron.

## Toxicidad ambiental
Como insecticida fumigada estas sustancias tienen un efecto de amplio espectro que las hace tóxicas para una amplia gama de especies de insectos, muchos de los cuales son beneficiosos para las actividades humanas, incluyendo polinizadores de cultivos como las abejas. Además, como sucede con muchos insecticidas, la aplicación puede resultar también en la muerte de los depredadores naturales u otros organismos de control de la 'plaga', corriendo el riesgo de la posibilidad de un "efecto rebote" o del resurgimiento de la plaga, donde el objetivo original del tratamiento vuelve con veracidad igual o aún mayor.
El benzoilurea flufenoxuron (nombres comerciales incluyen Cascade y Tenopa, ambos fabricados por la empresa BASF) fue prohibido en toda la UE en 2011 en particular debido a su elevado potencial de bioacumulación en la cadena alimentaria y de alto riesgo para los organismos acuáticos. Cascade se comercializa por su "gran persistencia" en el medio ambiente y la 'ficha de datos de seguridad' del producto se indica que no se biodegrada fácilmente. El FSC se lo clasifica como "altamente peligroso".